# Korweta (okręt żaglowy)

Korweta

Korweta (korweta żaglowa) – dawna klasa niewielkich okrętów żaglowych z okresu od końca XVII do połowy XIX wieku.
Były to jednostki używane głównie do służby zwiadowczej i zadań pomocniczych – łącznikowych, patrolowych, zaopatrzeniowych. Używane też były w ekspedycjach naukowych. 
Początkowo były to okręty jednomasztowe, od XVIII wieku – trzymasztowe, z ożaglowaniem rejowym (typu fregata). Uzbrojenie stanowiło kilkanaście dział niewielkiego wagomiaru w baterii burtowej, ustawionych na odkrytym pokładzie górnym. Stosowano też na nich cięższe karonady.
Korwety tego okresu miały zwykle wyporność ok. 400 - 600 ton.
Zbliżona do korwet była klasa slupów, wyróżniana zwłaszcza w krajach anglosaskich. Większymi okrętami żaglowymi były: okręt liniowy i fregata; mniejszymi – szkuner i kuter.
W pierwszej połowie XIX wieku obok żagli na korwetach pojawiły się maszyny parowe, początkowo z napędem bocznokołowym, później z napędem śrubowym. Wszystkie korwety parowe zachowywały jednocześnie nadal pomocnicze ożaglowanie. Wyporność ich wynosiła ok. 800-1800 ton. W latach 60. XIX wieku pojawiła się nieliczna klasa korwet pancernych, będących wczesnymi pancernikami, zbliżonymi do fregat pancernych, lecz mniejszymi (wyporność ok. 2000-2700 ton).
W drugiej połowie XIX wieku klasa korwet zanikła, zastąpiona głównie przez małe krążowniki.
Nazwa korwet jako klasy okrętów eskortowych pojawiła się ponownie podczas II wojny światowej (zobacz: korweta).